# José Ramón Fadul
José Ramón ‘Monchy’ Fadul y Fadul (Santiago, República Dominicana, 26 de mayo de 1952)[cita requerida], es abogado y político dominicano. Fue Ministro de Trabajo y también de Interior y Policía de la República Dominicana.[cita requerida]

## Biografía
Hijo de María Mercedes Fadul y de José Neme Fadul, ambos de origen libanés.
Es el menor de diez hermanos: José María, Víctor Manuel, Norberto José, Pedro, Miguel Ángel, Rosa Francia, José Domingo, José David y José Ernesto.
Es licenciado en derecho de la Pontificia Universidad Católica Madre y Maestra[cita requerida], y máster en administración pública de 1980 al 1983.[cita requerida]

## Ámbito laboral y profesional

### Por Santiago de los Caballeros
Diputado ante el Congreso Nacional, 1982-1986; Síndico, 1990-1994; Diputado ante el Congreso Nacional, 1994-1996; Vicepresidente de la Cámara de Diputados, 1994-1995; Presidente de la Cámara de Diputados, 1995-1996.
De igual forma fue Síndico (Alcalde) de la ciudad De Santiago de los Caballeros 1990-1994, donde desarrolló una gestión ejemplar, impulsando su carrera política.

### Secretario de Estado
Secretario de Estado y enlace entre el Poder Ejecutivo y el Congreso Nacional. Vicepresidente de los países ACP con sede en Bruselas, 1995-1996. Director general de la Corporación Dominicana de Empresas Estatales (CORDE), 1997-1998 (finales).

### Secretario de Estado de Trabajo
Fue designado Secretario de Estado de Trabajo mediante Decreto del Poder Ejecutivo Nº861-04, de fecha 16 de agosto de 2004 ( 2004-2008).
Presidente del Consejo Nacional de la Seguridad Social (CNSS). Presidente del Consejo Directivo del Instituto Dominicano de Seguros Sociales (IDSS). Presidente de la Junta de Directores del Instituto Nacional de Formación Técnico Profesional (INFOTEP). Presidente de la Caja de Pensiones y Jubilaciones para Obreros Portuarios. Presidente del Fondo de Pensiones y Jubilaciones para Trabajadores de la Construcción y Afines. Presidente del Comité Directivo Nacional de Lucha contra el Trabajo Infantil. Copresidente de la Comisión de Explotación Sexual Comercial de Niñas, Niños y Adolescentes. Presidente de la Comisión Tripartita de Zonas Francas. Presidente del Consejo Nacional de Seguridad y Salud Ocupacional (CONSSO). Presidente del Consejo Consultivo del Trabajo. Miembro de la Comisión Nacional de Salud. Miembro del Comité Interinstitucional de la Superintendencia de Salud. Miembro del Directorio del Consejo Nacional para la Niñez y adolescencia. Miembro del Consejo Nacional de Discapacidad. Miembro del Fondo de Bienestar Social de los Trabajadores Hoteleros y Gastronómicos. Miembro de la Junta de Directores del Instituto Agrario Dominicano. Miembro del Directorio del Patronato del Hospital General de la Plaza de la Salud.

### Ministro de Industria y Comercio
Fue designado ministro de Industria y Comercio, mediante Decreto del Poder Ejecutivo n.º 293-08, de fecha 16 de agosto de 2008
Durante ese período fue también presidente del Consejo Directivo de Pro-Consumidor. Presidente del Consejo Administrativo de Promipyme. Presidente del Consejo Nacional de Zonas Francas de Exportación. Presidente del Consejo Directivo de Pro-Industria.

### Ministro de Interior y Policía
Designado ministro de Interior y Policía mediante el Decreto del Poder Ejecutivo n.º-91-11, de fecha 3 de marzo de 2011, funciones que actualmente desempeña luego de ser ratificado mediante el Decreto del Poder Ejecutivo n.º 454-12 de fecha 16 de agosto de 2012.

### Ministro de Trabajo

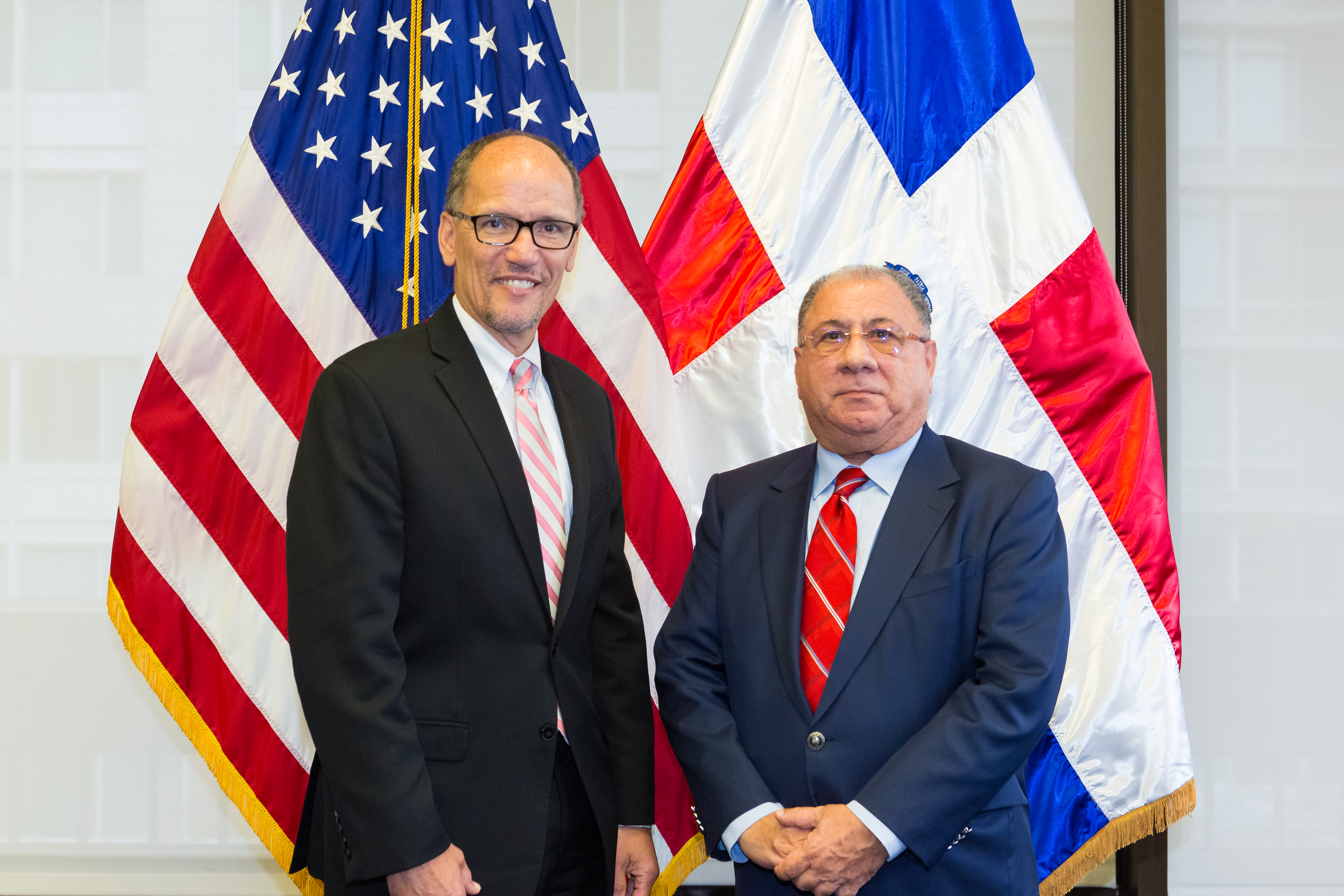
Fadul junto a su homólogo estadounidense Thomas E. Pérez Brache.

## Experiencia como docente
Fue profesor de Derecho Civil y Director de la Carrera de Derecho en la Pontificia Universidad Católica Madre y Maestra (PUCMM).